# Видони, Джироламо
Джироламо Видони (итал. Girolamo Vidoni; 1581, Кремона, Миланское герцогство — 30 октября 1632, Рим, Папская область) — итальянский куриальный кардинал. Президент легатства Романьи с 5 ноября 1623 по 1 марта 1625. Генеральный казначей Апостольской Палаты с 1 марта 1625 по 30 августа 1627. Кардинал in pectore с 19 января 1626 по 30 августа 1627. Кардинал-дьякон pro hac vice с 30 августа 1627, с титулом церкви Санти-Куаттро-Коронати с 6 октября 1627 по 30 октября 1632.